# Cispius kimbius
Cispius kimbius är en spindelart som beskrevs av Patrick Blandin 1978. Cispius kimbius ingår i släktet Cispius och familjen vårdnätsspindlar. Inga underarter finns listade i Catalogue of Life.